# Ifigenia
Ifigenia – w mitologii greckiej, córka Agamemnona i Klitajmestry, siostra Elektry, Chrysotemis  i Orestesa. U Homera występuje jako Ifianassa.
Ojciec miał złożyć ją w ofierze Artemidzie w Aulidzie w Beocji, w celu przebłagania bogini. Zanim jednak wróżbita Kalias wbił nóż ofiarny w serce dziewczyny, z Niebios zstąpiła Artemida, przynosząc ze sobą łanię. Nakazała zwierzę złożyć w ofierze, a córkę Agamemnona uczyniła swoją kapłanką w Taurydzie.